# Нора Міланесі
Нора Міланесі (23 січня 2003) — камерунська плавчиня.
Учасниця Олімпійських Ігор 2020 року, де в попередніх запливах на дистанції 50 метрів вільним стилем посіла 44-те місце і не потрапила до півфіналів.